# Ruta 4 (Bolívia)

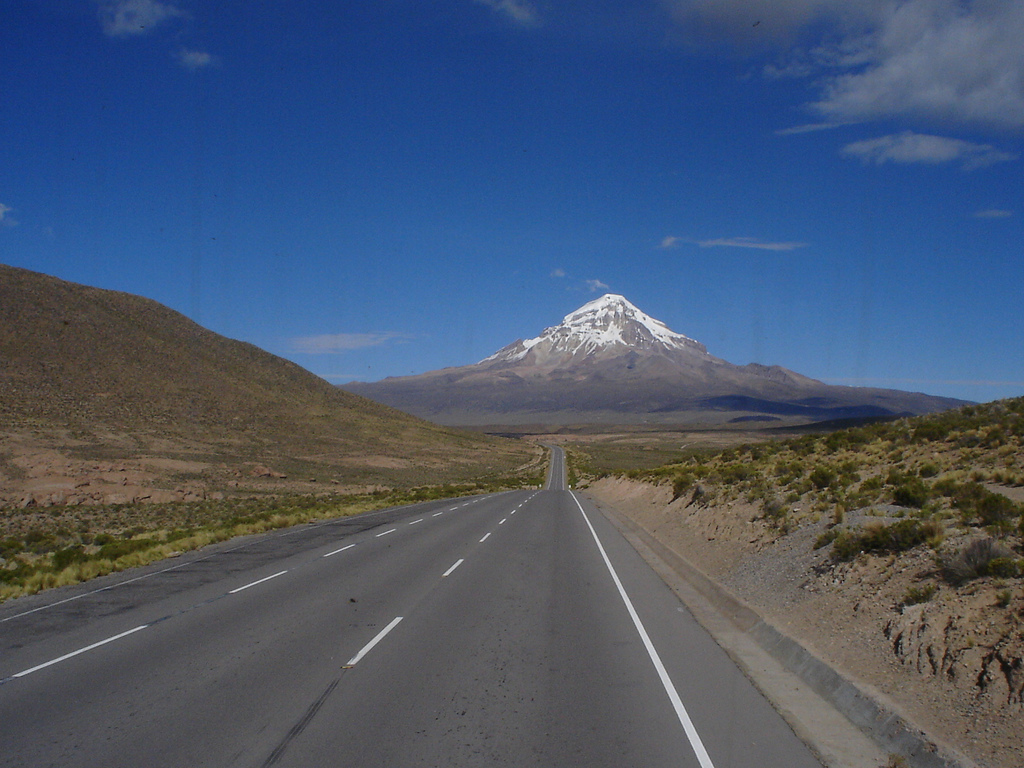
Ruta 4, próximo do Passo Tambo Quemado, tendo ao fundo o Nevado Sajama.

A Ruta 4 é uma rodovia de 1657 km de extensão, que percorre a Bolívia de oeste a este, entre o Paso Internacional Tambo Quemado, no limite com o Chile e o arroio Concepción, nas proximidades do povoado de Puerto Busch, no limite com o Brasil. A rodovia passa pelos departamentos de Oruro, La Paz, Cochabamba e Santa Cruz.
Esta rodovia foi incluída na Rede Viária Fundamental pelo Decreto Supremo 25.134 de 31 de agosto de 1998.
A rodovia possui uma interrupção entre de Patacamaya e Caracollo, percurso este de 90 km percorrido pela Ruta 1.
A partir do Passo Fronteiriço Chungará-Tambo Quemado a rodovia segue no território chileno com a denominação de Ruta CH-11.

## Cidades
As cidades e localidades de mais de 1.000 habitantes pelos quais passa esta rodovia de oeste a leste são:
Departamento de Oruro
- km 93: Curahuara de Carangas.

Departamento de La Paz
- km 189: Patacamaya

Departamento de Oruro
- km 189: Caracollo

Departamento de Cochabamba
- km 339: Parotani
- km 345: Sipe Sipe
- km 357: Vinto
- km 364: Quillacollo
- km 377: Cochabamba
- km 393: Sacaba
- km 430: Colomi
- km 539: Villa Tunari
- km 573: Chimoré

### Departamento de Santa Cruz
- km 715: Villa Germán Busch
- km 724: Yapacaní
- km 746: Buena Vista
- km 797: Montero
- km 821: Warnes
- km 852: Santa Cruz de la Sierra
- km 870: Cotoca
- km 899: Puerto Pailas
- km 913: Pailón
- km 1.129: San José de Chiquitos
- km 1.261: Roboré
- km 1.500: Puerto Suárez